# Asztenoszféra

A Föld burkai

Az asztenoszféra a Föld felső köpenyének alsó, képlékeny, közvetlenül a litoszféra alatt található része, a köpeny ún. B szintje. Felső határa értelemszerűen megegyezik a litoszféra alsó határával, és mintegy 100–150 km mélyen húzódik, alsó határa kb. 410 km mélyen van. Legfőbb jellemzője az anyagáramlás: mivel a Föld belsejéből kifelé áramló hőt egyszerű hőátadással nem tudja elvezetni, benne áramlási, ún. konvekciós cellák alakulnak ki. Ennek az anyagáramlásnak az eredménye egyrészt a litoszféralemezek mozgása, másrészt a vulkánosság és a tágabb értelemben vett magmatizmus: a magmák több mint 90%-a az asztenoszférában olvad ki. Az óceáni kőzetlemezek alatt értelemszerűen vékonyabb, mint a kontinentális lemezek alatt. Felső része kevésbé viszkózus és legkisebb sűrűségű és ezért a burok leggyengébb része, ezt nevezik kis sebességű övnek. A magmaképződés nagyrészt ebben az övben megy végbe.